# 湖北老鹳草
湖北老鹳草（学名：Geranium rosthornii）为牻牛儿苗科老鹳草属的植物，为中国的特有植物。分布在中国大陆的湖北、河南、四川、陕西、甘肃、安徽、山东等地，生长于海拔1,600米至2,400米的地区，多生长于山地林或山坡草丛，目前尚未由人工引种栽培。

## 异名
- Geranium henryi Knuth
- Geranium hupehanum Kunth
- Geranium wilsonii R. Knuth